# Doi Toshitsura
Doi Toshitsura est un nom japonais traditionnel ; le nom de famille (ou le nom d'école), Doi, précède donc le prénom (ou le nom d'artiste).
Doi Toshitsura (土井 利位, 15 juin 1789-31 juillet 1848) est un daimyo de l'époque d'Edo qui dirige le domaine de Koga. Il exerce la fonction de rōjū dans le shogunat Tokugawa.
Une édition de 1840 de l'ouvrage encyclopédique Hokuetsu Seppu inclut 97 esquisses de cristaux naturels de flocon de neige faites par Doi Toshitsura à l'aide d'un microscope au cours de ses vingt ans en tant que daimyō.